# Cikoria
Cikoria eller vägvårda (Cichorium intybus) är en flerårig ört i familjen korgblommiga växter med ljusblå blommor. I Skåne dialektalt kallad blåbinkegräs och blåblinka. En äldre regional namnform är Jernört. Den har historiskt använts bland annat som sallat, kaffesurrogat och som medel mot gikt.

## Biologi
Den är högrest, 30–80 centimeter hög. Stjälken är kantig, ihålig, styv, sträv, gles, och grågrön, med kala, utspärrade grenar och matt grönska. Solskenet lockar de stora himmelsblå korgarna att öppna sig. Frukten har i sin topp en liten krona av små fjäll i en eller två cirkelformationer. 

Växten har en lodrät, förgrenad rotstock, som nedåt övergår i en kraftig pålrot. Om en del av roten avskiljs från resten av roten, bildas lätt knoppar som växer ut till nya blomskott. Genom detta har växten stora möjligheter att spridas vegetativt. 

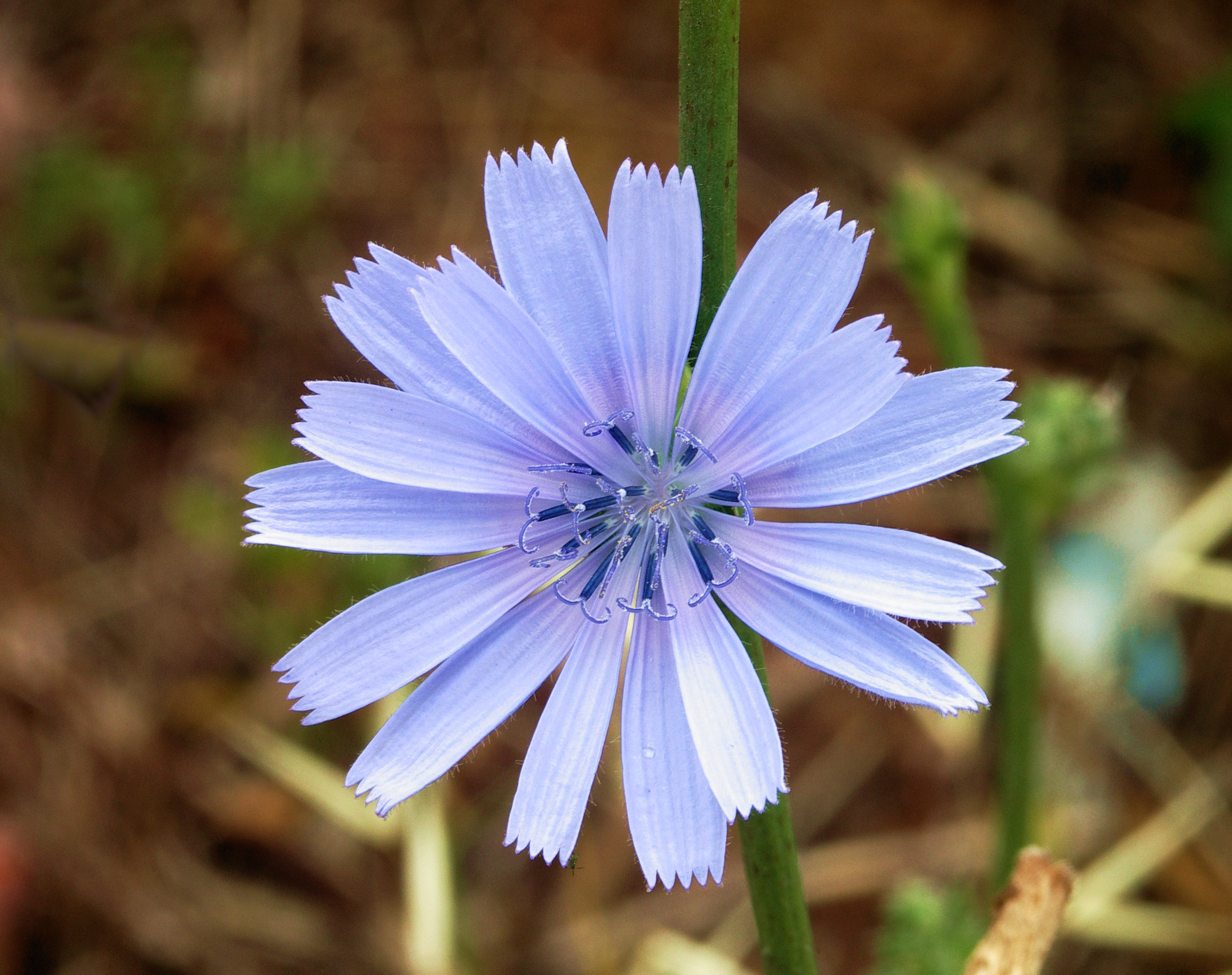
Blomma av cikoria.

Arten kan förväxlas med parksallat.

## Utbredning
Arten är spridd över Europa till Nordafrika, österut till Sibirien, Kina, Centralasien Indien och Mellanöstern.  
Cikoria förekommer vilt i sydligaste Sverige samt på Öland och Gotland, där den på många platser följer vägkanterna och förekommer på tomter och mark i träda. Som förvildad från trädgårdar ses den ibland även i mellersta Sverige och södra Norge och Finland.  

## Cikoria och människan
Denna växt är sedan urminnes tider odlad, även i Sverige, framför allt för att bladen kan ätas som sallat. Två odlade sorter vanliga i butikerna är frisésallat och rosensallat.  
Roten användes förr (och i någon mån ännu) som kaffesurrogat och medicinskt mot bland annat gikt. Cikoria används även, i mindre utsträckning och då särskilt i samband med ekologisk odling, som vallväxt.

## Synonymer
- Cichorium byzantinum Clementi, 1857
- Cichorium casnia C.B.Clarke, 1876
- Cichorium cicorea Dumort., 1829
- Cichorium commune Pall., 1776
- Cichorium hirsutum Gren., 1838
- Cichorium intybus subsp. foliosum (Hegi) Janch.
- Cichorium intybus subsp. glabratum (C.Presl) Arcang.
- Cichorium intybus subsp. sativum (Bisch.) Janch.
- Cichorium intybus var. foliosum Hegi, 1954
- Cichorium intybus var. leucophaeum Grenier, 1850
- Cichorium perenne Stokes, 1812
- Cichorium rigidum Salisb., 1796 nom. illeg.
- Cichorium sylvestre Lam., 1779 nom. illeg.
- Endivia hortensis Hill, 1756